# Ridå-Lasse debuterar
Ridå-Lasse debuterar är en svensk kortfilm från 1941. Medverkade som skådespelare gjorde Edvard Persson.